# Chabahar
Chabahar (چابهار) es una ciudad y capital del condado de Chabahar, provincia de Sistán y Baluchistán, al sur de Irán. En el año 2014 poseía una población de 120,000 habitantes.
Es un puerto libre (zona de libre comercio) en la costa del golfo de Omán, y es la ciudad más meridional de Irán. La ciudad portuaria hermana de Gwadar, en la provincia de Baluchistán del Pakistán, está a unos 170 kilómetros (110 millas) al este de Chabahar.
Chabahar está situada en la costa de Makran de la provincia de Sistán y Baluchistán del Irán. Debido a su condición de zona de libre comercio, la ciudad ha aumentado su importancia en el comercio internacional. La abrumadora mayoría de los habitantes de la ciudad son de la etnia baluchina de Irán, que hablan su lengua nativa baluchi además del persa. 

## Puerto
La India está ayudando a desarrollar el puerto de Chabahar, que le dará acceso a los recursos de petróleo y gas de Irán y de los estados de Asia Central. Con ello, la India espera competir con los chinos, que están construyendo el puerto de Gwadar al otro lado de la frontera en la provincia de Baluchistán del Pakistán. En 2014, el gobierno indio invirtió una cantidad inicial de 85 millones de dólares para el desarrollo del puerto de Chabahar. Para 2016, mientras se levantaban las sanciones contra Irán después del acuerdo nuclear, los planes de inversión indios habían aumentado a 500 millones de dólares americanos.
Tras el endurecimiento en 2018 de las sanciones de Estados Unidos contra Irán, que toda la comunidad internacional se ve obligada a aplicar, India retira sus inversiones del puerto de Chabahar, poniendo en peligro su futuro comercial.